# Onthophagus rectorispauliani
Onthophagus rectorispauliani là một loài bọ cánh cứng trong họ Bọ hung (Scarabaeidae).